# Зграда мађарског парламента
Зграда мађарског парламента (мађ. Országház [ˈorsaːghaːz], што у преводу значи Кућа земље или Кућа нације), позната и као Парламент у Будимпешти по својој локацији, седиште је Народне скупштине Мађарске, препознатљива знаменитост Мађарске и популарно туристичко одредиште у Будимпешти. Налази се на Тргу Лајоша Кошута, на пештанској страни града и на обали Дунава. Тренутно је највећа зграда у Мађарској. Дизајнирао ју је мађарски архитекта Имре Стеиндл у неоготичком стилу, а завршена је 1904. године.

## Историја
Будимпешта је настала 1873. године уједињењем три града, Будима, Обуде и Пеште. 
Седам година касније Сабор је одлучио да изгради нову, репрезентативну зграду парламента, која ће изражавати суверенитет нације. Планирано је да зграда буде окренута према реци. Одржано је међународно такмичење, а победио је Имре Стеиндл. 
Планови још два такмичара су такође реализовани, један као Етнографски музеј а други као зграда Министарства пољопривреде Мађарске, обе зграда окренуте ка згради Парламента, на Тргу Лајоша Кошута. Изградња победничког дизајна започета је 1885. године, а зграда је отворена на 1000-годишњицу земље 1896. године, иако је завршена тек 1904. године. Архитекта зграде није доживео завршетак изградње, прво је ослепио, а затим 1902. године преминуо.
У изградњи је учествовало око 100.000 људи. Утрошено је 40 милиона цигли, пола милиона драгог камења и 40 килограма злата. Након Другог светског рата, законодавно тело је постало једнодомно, а данас Влада користи само мали део зграде. За време Народне Републике Мађарске, на врху куполе налазила се црвена звезда, али је уклоњена 1990. године након пада комунизма. Матјаш Сиреш прогласио је Мађарску Републику са балкона окренутог према Тргу Лајоша Кошута 23. октобра 1989. године.

## Карактеристике
Зграда Парламента је саграђена у неоготичком стилу. Има симетричну фасаду и централну куполу. Купола је у стилу неоренесансе.
 Парламент је и изнутра симетричан, има две потпуно идентичне дворане парламента од којих се једна користи за политику, а друга за туристичке посете.
Зграда је дуга 268 m и широка 123 m. Њена унутрашњост обухвата 10 дворишта, 13 путничких и теретних лифтова, 27 капија, 29 степеништа, 691 собу (што укључује више од 200 канцеларија) и библиотеку са преко 500.000 јединица. С висином од 96 m, једна је од две највише зграде у Будимпешти, друга је Базилика Светог Иштвана која је исте висине. Пошто је зграда пројектована током хиљадугодишњице Мађарске, број 96 симболизује годину мађарског освајања Карпатске котлине 896. Број 96 се такође јавља у броју степеница главног степеништа. Зграда има 365 мањих и већих кула, што симболизује број дана у години.
Главна фасада гледа на Дунав, али је главни улаз с трга на источној страни зграде. Фасада зграде је украшена са 90 камених скулптура које представљају личности из мађарске историје, док 162 статуе красе унутрашњост зграде. То су статуе мађарских владара, трансилванских вођа и познатих војних личности као што су Арпад, Стефан I Угарски и Јанош Хуњади. Над прозорима су приказани грбови краљева и војвода. Источно степениште је окружено статуама два лава. Посетиоци се приликом уласка у Парламент пењу сјајним украшеним степеницама, виде фреске на плафону и пролазе поред попрсја архитекте Имре Стеиндла у зидној ниши.
Један од познатих делова зграде је шестоугаона централна дворана, уз коју су Доњи и Горњи дом. Модерна Народна скупштина је једнодомна и састаје се у Доњем дому, док се Горњи дом користи као сала за конференције и састанке. Круна Светог Стефана, која је такође налази у грбу Мађарске, изложена је у централној дворани од 2000. године.

## Поштанске марке
Зграда се налази на више од 50 поштанских марака које је Мађарска издала током 1917–1921. Неки од њих су: 1917, 1919, 15. априла 1920, и 1921.
- Поштанска марка са зградом парламента из 1918.
- Поштанска марка са зградом парламента из 1918.

## Галерија

### Унутрашњост
- Једне од соба у згради
- Сала скупштине
- Главно степениште
- Главно степениште
- Круна Светог Стефана[25][26][27]
- Модел зграде

### Спољашњост
- Поглед на главну фасаду
- Поглед на задњу фасаду
- Зграда ноћу
- Задња улазна врата
- Поглед из ваздуха
- Статуа Ђула Андраши Старији у близини јужне стране зграде